# Cratichneumon duplicatus
Cratichneumon duplicatus är en stekelart som först beskrevs av Thomas Say 1835.  Cratichneumon duplicatus ingår i släktet Cratichneumon och familjen brokparasitsteklar. Inga underarter finns listade i Catalogue of Life.